# Nestori Toivonen
Nestori Kallenpoika "Nestori" Toivonen (Kuorevesi, Jämsä, Finlàndia Central, 25 de març de 1865 - Sakkola, Carèlia, 6 d'abril de 1927) va ser un tirador finlandès que va competir a cavall del segle xix i el segle xx.
El 1912 va prendre part en els Jocs Olímpics d'Estocolm, on va disputar tres proves del programa de tir. En les proves de Tir al cérvol, tret simple individual i tir al cérvol, tret simple per equips va guanyar la medalla de bronze, mentre en la de rifle lliure, 300 metres tres posicions abandonà.
Vuit anys més tard, un cop finalitzada la Primera Guerra Mundial, va disputar els seus segons i darrers Jocs Olímpics. A Anvers va disputar quatre proves del programa de tir. En la prova de tir al cérvol, tret simple per equips guanyà la medalla de plata i en la de tir al cérvol, doble tret per equips la de bronze. En la prova de rifle militar, 300 m per equips fou setè i en la de pistola lliure, 50 metres per equips onzè.